# Languriomorpha bicolor
Languriomorpha bicolor är en skalbaggsart som beskrevs av Fisher 1925. Languriomorpha bicolor ingår i släktet Languriomorpha och familjen långhorningar. Inga underarter finns listade i Catalogue of Life.